# 小行星2161
小行星2161（2161 Grissom）是一颗围绕太阳公转的小行星。1963年10月17日，印第安纳大学在摩根县发现了此天体。
該小行星以美國太空人古斯·葛利森命名。
这颗小行星的绝对星等为249.18439等。